# 大正準集団
大正準集団（だいせいじゅんしゅうだん、英語: grand canonical ensemble）とは、統計力学において、外界との間でエネルギーと物質を自由にやり取りできる開放系を無数に集めた統計集団である。グランドカノニカルアンサンブルとも呼ばれる。
大正準集団は等温等化学ポテンシャル条件にある系を表現する統計集団であり、外界の温度と化学ポテンシャルをパラメータとして特徴付けられる。
大正準分布は、小正準分布、正準分布とは体積が十分に大きい極限において熱力学的に等価である。

## 確率分布
大正準集団が従う確率分布は大正準分布（だいせいじゅんぶんぷ、grand canonical distribution）、あるいはグランドカノニカル分布と呼ばれる。
リザバーと接している系が微視的状態 ω をとる確率分布 p(ω) は次式で定義される。
{\displaystyle p(\omega )={\frac {1}{\Xi (\beta ,{\boldsymbol {\mu }})}}e^{-\beta E(\omega )+\beta \sum _{i}\mu _{i}N_{i}(\omega )}}
ここで、E(ω) と Ni(ω) はそれぞれ系が微視的状態 ω をとるときのエネルギーと粒子数（i は粒子の種類）で、β μi はリザバーを特徴付けるパラメータでそれぞれ温度と化学ポテンシャルである。
β は絶対温度 T と β=1/kT の関係にあり、逆温度と呼ばれる。k はボルツマン定数である。
確率分布 p(ω) の分母に現れた規格化定数 Ξ(β,μ) はグランドカノニカル分布の大分配関数であり、次式で定義される。
{\displaystyle \Xi (\beta ,{\boldsymbol {\mu }})=\sum _{\omega }e^{-\beta E(\omega )+\beta \sum _{i}\mu _{i}N_{i}(\omega )}}

## 熱力学との関係
系が微視的状態 ω をとるとき、微視的な物理量が O(ω) で与えられるとき、対応する熱力学的な状態量は期待値
{\displaystyle O(\beta ,{\boldsymbol {\mu }})=\langle O(\omega )\rangle =\sum _{\omega }O(\omega )p(\omega )={\frac {1}{\Xi (\beta ,{\boldsymbol {\mu }})}}\sum _{\omega }O(\omega )e^{-\beta E(\omega )+\beta \sum _{i}\mu _{i}N_{i}(\omega )}}
として再現される。 特に粒子数は
{\displaystyle N_{i}(\beta ,{\boldsymbol {\mu }})={\frac {1}{\Xi (\beta ,{\boldsymbol {\mu }})}}\sum _{\omega }N_{i}(\omega )e^{-\beta E(\omega )+\beta \sum _{i}\mu _{i}N_{i}(\omega )}={\frac {1}{\beta }}{\frac {\partial }{\partial \mu _{i}}}\ln \Xi (\beta ,{\boldsymbol {\mu }})}
となり、エネルギーは
{\displaystyle E(\beta ,{\boldsymbol {\mu }})={\frac {1}{\Xi (\beta ,{\boldsymbol {\mu }})}}\sum _{\omega }E(\omega )e^{-\beta E(\omega )+\beta \sum _{i}\mu _{i}N_{i}(\omega )}=-{\frac {\partial }{\partial \beta }}\ln \Xi (\beta ,{\boldsymbol {\mu }})+\sum _{i}{\frac {\mu _{i}}{\beta }}{\frac {\partial }{\partial \mu _{i}}}\ln \Xi (\beta ,{\boldsymbol {\mu }})}
となる。
系のグランドポテンシャルを
{\displaystyle J(\beta ,{\boldsymbol {\mu }})=-{\frac {1}{\beta }}\ln \Xi (\beta ,{\boldsymbol {\mu }})}
として定義すると、グランドポテンシャルは完全な熱力学関数であり、カノニカル分布における自由エネルギーと同様に、他の状態量を計算することができる。

## 量子理想気体
グランドカノニカル分布は粒子が生成・消滅する系でも使えるため、場の量子論における量子理想気体の平衡状態について記述する際に便利である。
理想気体なので粒子間の相互作用が無く、一粒子のエネルギー固有状態を考えればよい。
一粒子のエネルギー固有状態 j にある粒子数を nj とし、対応する一粒子のエネルギー固有値を εj とすると、微視的状態 ω は粒子数 nj の組によって指定される。
{\displaystyle N(n_{1},\ldots ,n_{j},\ldots )=\sum _{j=1}^{\infty }n_{j},~E(n_{1},\ldots ,n_{j},\ldots )=\sum _{j=1}^{\infty }\epsilon _{j}n_{j}}
これはグランドカノニカル分布においては、全エネルギー及び全粒子数について拘束条件が無い（一定である必要が無い）為に行える操作であり、大分配関数は次のように書き直せる。
{\displaystyle \Xi (\beta ,\mu )=\sum _{n_{1}}\cdots \sum _{n_{j}}\cdots \left(\prod _{j=1}^{\infty }\exp[-\beta (\epsilon _{j}-\mu )n_{j}]\right)=\prod _{j=1}^{\infty }\left(\sum _{n_{j}}\exp[-\beta (\epsilon _{j}-\mu )n_{j}]\right)=\prod _{j=1}^{\infty }\Xi ^{(j)}(\beta ,\mu )}
このように、全体の大分配関数を固有状態 j の大分配関数の各々の積として表せる。
これが、グランドカノニカル分布が他の統計分布と比べて量子理想気体を記述する際に使い勝手の良い理由である。

### ボゾン
一粒子のエネルギー固有値 εj をもつ固有状態jについて、ボゾンの場合、粒子数 nj は 0 以上の全ての整数値をとりうるので大分配関数は、
{\displaystyle \Xi ^{(j)}(\beta ,\mu )=\sum _{n_{j}=0}^{\infty }e^{-\beta (\epsilon _{j}-\mu )n_{j}}={\frac {1}{1-e^{-\beta (\epsilon _{j}-\mu )}}}}
となる。これから固有状態jの粒子数（占有数）の期待値を計算する。これはマクロな観測量では無いが、期待値を求めておくと量子理想気体などの解析に便利である。結果は、
{\displaystyle \langle n_{j}\rangle ={\frac {1}{\beta }}{\frac {\partial }{\partial \mu }}\ln \Xi ^{(j)}(\beta ,\mu )=-{\frac {1}{\beta }}{\frac {\partial }{\partial \mu }}\ln(1-e^{-\beta (\epsilon _{j}-\mu )})={\frac {1}{e^{\beta (\epsilon _{j}-\mu )}-1}}}
となる。これがボース分布関数である。

### フェルミオン
一粒子のエネルギー固有値εjをもつ固有状態jについて、フェルミオンの場合、粒子数njは0もしくは1のみをとるので大分配関数は、
{\displaystyle \Xi ^{(j)}(\beta ,\mu )=\sum _{n_{j}=0}^{1}e^{-\beta (\epsilon _{j}-\mu )n_{j}}=1+e^{-\beta (\epsilon _{j}-\mu )}}
となる。これから粒子数の期待値を計算すると、
{\displaystyle \langle n_{j}\rangle ={\frac {1}{\beta }}{\frac {\partial }{\partial \mu }}\ln \Xi ^{(j)}(\beta ,\mu )={\frac {1}{\beta }}{\frac {\partial }{\partial \mu }}\ln(1+e^{-\beta (\epsilon _{j}-\mu )})={\frac {1}{e^{\beta (\epsilon _{j}-\mu )}+1}}}
となる。これがフェルミ分布関数である。

## 量子力学的な表記
ヒルベルト空間の正規直交基底をeiとして、任意の演算子{\displaystyle {\hat {A}}}のトレースを、
{\displaystyle \mathbf {Tr} [{\hat {A}}]=\sum _{i}\langle e_{i}|{\hat {A}}|e_{i}\rangle }
と定義する。これを用いると大分配関数はハミルトニアン{\displaystyle {\hat {H}}}と粒子数演算子{\displaystyle {\hat {N}}}を用いて、
{\displaystyle \Xi (\beta ,\mu )=\mathbf {Tr} [e^{-\beta ({\hat {H}}-\mu {\hat {N}})}]}
と表せる。